# 動物と話せる少女リリアーネ
『動物と話せる少女リリアーネ』（どうぶつとはなせるしょうじょりりあーね、原題：ドイツ語・Liliane Susewind. ）はタニヤ・シュテーブナー（ドイツ語：Tanya Stewner）の児童文学小説。日本では中村智子の翻訳により学研ホールディングスおよび関連会社である学研プラスによって出版およびメディア展開が成されている。ドイツ原書での挿絵イラストはEva Schöffmann-DavidovおよびFlorentine Prechtelが担当しているが、日本では原書のキャラクターデザインは廃され、駒形が挿絵イラストを担当している。

## 概要
タニヤ・シュテーブナーの商用単行本デビュー作であり、同氏の日本でのデビュー作でもあるシリーズ作。ドリトルもの系のロー・ファンタジー作品で、友情を主テーマとした作品となっている。
2007年より著者の母国であるドイツのS.フィッシャー出版社より刊行が開始された。(以下、S.フィッシャー社発刊の本を指して原書と記す)原書発刊時の文学ジャンルとしては純然な児童文学であり、S.フィッシャー社よりの発刊もそれに沿った編集方針にて行われている。原書シリーズでの挿絵イラストは2007年発行の第1話から2015年発行の第10話まで、Eva Schöffmann-Davidovが、2015年に発行された第11話以降ではFlorentine Prechtelが担当。ヨーロッパの児童文学では一般的な「幼児的リアリティ」のあるタッチで描かれている。また同じくドイツのアルゴンバラーグ社より音声小説の形でCDが出されている。
日本では現在、学研ホールディングス配下の学研プラスから中村智子の日本語訳により、出版されている。日本語版のシリーズは2010年7月より学習研究社（学研ホールディングスの前身）より発刊が開始され、学研教育出版が学研ホールディングスより、のち2015年に学研プラスが学研教育出版より、これを受け継ぐ形になっている。日本語版出版に際しては日本の読者に親しまれやすくするためのローカライズにより原作の挿絵は廃され、新たにイラストレーターの駒形によってアニメ絵調の挿絵が描かれており、児童文学と言うよりも年少者（およそ小学生）向けライトノベルのような扱いになっている。2012年より同社の少女向けファッション雑誌であるキラピチにて、この日本語版を底本とした漫画作品の連載が開始された。漫画版の作画は、駒形のキャラクターデザインを元に、やとやにわが担当している。
学研教育出版・学研プラスの女児向け作品としては、同じくドリトルもの作品である『魔法医トリシアの冒険カルテ』（南房秀久・著）と肩を並べる、同作との2枚看板の作品として扱われており双方の新刊においては互いの販促フライヤーが挟まれる事が多い。また専用ホームページが立てられており、これも『トリシア』と同格の扱いである。

## あらすじ
これまでに幾度もの転校を繰り返してきた少女、リリアーネ・スーゼウィンド。彼女には家族にしか知られてはいけない、大きな秘密があった。それは自身に他人には無い、特別すぎる能力がある事。リリアーネのその能力とは動物と話ができる事、自らが笑う事によって植物を活性化させ季節を問わずに開花へと導ける事の二つ。リリアーネは、この力のために、これまでの学校でも不気味に思われて(魔女扱いされ)学校を出ざるを得なくなり，転校を続けていた。
新しい学校では、今度こそへまをしない。自分のためにも、そんな自分を愛してくれている親たちのためにも、能力を隠し通して、きちんとした学校生活を送ってみせる。
そう決意したリリアーネだったが、そんな秘密を抱える彼女の態度は自然と他人に対して壁を作る行為に映ってしまい、よりにもよってクラスの女子たちの中でも多くの取り巻きを抱えるいじめグループのリーダーに初日から目をつけられ、様々なちょっかいをかけられる羽目に陥る。
意気消沈して帰宅するも、気晴らしを兼ねて愛犬のボンサイと遊ぶリリアーネだったが、庭で隣家の少年であるイザヤと出会う。イザヤは小学生にしてゲーテの作品を理解する頭の良い少年だったが、学校では疎外される事を怖れ、その事を隠していた。リリアーネとイザヤは互いに秘密を共有することになる。しかし能力を隠してうまく立ち回るイザヤは学校では人気者で、互いに友情を抱く二人ではあったが学校では他人のふりをしなくてはならなかった。それは互いに不信を生みかねない、辛い状況だった。
本当の自分を隠さなくては、みんなと仲良くできない。その辛さに耐えかねた、リリアーネとイザヤは「わずかな勇気」を合言葉に、自分たちの現状を変えて、みんなが自分らしくいれるままで仲良く出来るようになるために行動を開始する。やがて二人の行動に理解する仲間たちが、わずかながらも出てきて彼らの絆の輪は広がっていく。
やがてリリアーネは動物園の園長と知り合いになり、能力を見初められ動物通訳として働いてもらうように請われる。イザヤもまた彼女のブレインとしてリリアーネをサポートするようになっていくのだった。

## 登場人物
リリアーネ・スーゼウィンド
本作の主人公。愛称はリリ。小学校4年生。10巻で誕生日を迎えた。
動物と話し、植物を元気にする(ただし冬は困難)不思議な力を持っている。そのせいで人々に気味悪がられ、３回引越しを繰り返した。
大人しく引っ込みじあんな性格だが，動物たちや森が危険に晒されたときの行動力は凄まじい。両親と祖母と、飼い犬のボンサイと住んでいる。
赤毛を気にしており、自身の癖毛を「モップ」と呼んでいる。
リリの能力を世間から隠し、仕事で家を空けがちな母が自分を嫌っていると心配していた。6巻で能力が公となり、パパラッチなどのメディアに追われるようになる。8巻で薬草の効き目を増幅させる能力に気がつく。11巻で動物と話す能力を一時的に失うも、また取り戻す。
イザヤ・ストームワーグナー
リリの隣家に住んでいる少年。フルネームはイザヤ・エリアス・ウィジャイ・バカリ・ストームワーグナー(11巻)。年齢は小学校5年生。6巻で誕生日を迎えた。
非常に頭が良く運動もできる万能少年だが、本人はその事を極力隠そうとしていた。自身を天才・神童という意味のギフテッドと称している。
両親は実業家で、基本的に家にいない。インドに母方の叔母，ドイツに母方の叔父(コルネリウスおじさん)、ナミビアに父方の祖父母がいる。歌がとても下手。愛読書はゲーテ。語学は特に得意で、アフリカーンス語を自然に話したり，書類くらいの英語を読んだりできる。
黒い癖毛に茶色の目。イケメン。
自分の能力に自信があり、極度の負けず嫌い。
両親が自分の意見を聞いてくれないことを嫌と感じながら我慢していたが、9巻で両親に気持ちを伝えた。海外に行ったきり連絡をくれない両親に「自分のことはどうでもいいんだ」と感じ落ち込むなど、自己肯定感は低い。また、捨てられる、一人になることをひどく恐れている。両親がいないときには、スーゼウィンド家のリリの横の部屋で過ごしている。
学校１の人気者で，学校中の女子が誕生日を知っていることや、イザヤが言うことには皆が反応することから、リリより遥かに対人能力が高いと分かる。
13巻にて両親が離婚する可能性が高いと知り悩む。
ボンサイ
スーゼウィンド家の飼い犬。元々は野良犬。
無邪気で心優しい性格。シュミット伯爵夫人のことをシュミちゃんと呼び、懐いている。意味のないことを命令されることは嫌い。
シュミット伯爵夫人
イザヤの家の飼い猫。気位が高く干渉を嫌う。
イザヤのこと使用人と呼んでいるが，ボンサイのことをボンサイ伯爵、リリをスーゼウィンド嬢と呼ぶ。シュミちゃんと呼ばれるとひどく怒る。ボンサイの場合，犬語と猫語で言葉が通じないので，リリが言葉使いを変えて伝えているので，シュミちゃんと呼ばれていることを知らない。
前の飼い主には酷い扱いを受けていた。水がとても嫌いで，海を「忌々しい水草原」と呼び、取っ払うようリリに命令している。「芸術活動」と称して家具をぼろぼろにする。
〜リリアーネの周りの人達〜
フェルデンナント・スーゼウィンド
リリの父。リリにはパパと呼ばれている。全ての家事をこなしている。薬草に詳しい。リリを庇うことが多いが、危険なことをすると怒る。
レギーナ・スーゼウィンド
リリの母。テレビ局の有名アナウンサー。仕事上の目標とする夜の政治討論番組の司会者になるためには、娘のリリの非現実的な能力の存在は不都合だと考え、リリの能力を世間から隠していた。しかしリリの必死の説得により、6巻でリリの能力を公開した。短気でイライラしやすい。感情コントロールのセミナーに行き，イライラしたときにデイジーのお花畑を浮かべて10秒数え、感情を抑えるようにしているが、あまり効果はない。シュミット伯爵夫人とは、家具を傷つけてられたことから反りが合わなかった。しかし、シュミット伯爵夫人に「似た者同士だ」と言われ，物置のみで「芸術活動」をする約束をして、関係が改善される。
おばあちゃん
リリの父方のおばあちゃん。メカや機械に強い。ユーモアがあり、動物に対するリリの行動にも理解がある。大工仕事が好きでスロープを作ったり(3巻)農場の柵をたやすく直したり(12巻)できる。
ビネガー園長
リリが働く事になる動物園の園長。フルネームはエヴリン・ビネガー。威厳と貫禄のある年配の女性で、良くも悪くも礼儀正しく公平な人物。それが行き過ぎて他者に厳しく接する事も多く、動物園の職員たちには、陰で「大佐」と呼ばれている。
6巻でツップリンゲン動物公園の園長グリム園長と出会い、やや紆余曲折もあったが、11巻で結婚した。
トリクシィ・エラー
転校してきたばかりのリリをいじめたクラスの女子たちのリーダー。自他の優劣を明確化させて他人を屈服させる事しか他者とコミュニケーションを取る方法を知らず、何らかの形で自分よりも優れている人間を心から憎んでいる少女。よく似た性格の姉がいる。その様をイザヤから「愛された事が無いから、愛し方を知らないんだ」と姉もろともに指摘された際には動揺を見せる。自らが仕掛けたいじめから脱したリリを「自分を陥れた憎むべき敵」と逆恨みしている。（一方のトリクシィはその余波でクラスから、今まで自分がしてきたことを返されるように疎外されている）しかし、彼女が荒んだのは、母に暴力を振るわれているせいだった。リリとビネガー園長のお陰で保護された。
祖母の家に姉と共に引き取られ，祖母の愛に触れることで，優しくなる。
　のちにリリやウォルゲと和解して，友人になる。イザヤを「スーパー脳ミソ」と呼びつっけんどんにしていたが、誕生日を知っていたり、イザヤの本(トリクシィのせいで失くした)を誕生日に包装して返したり、抱きつかれるとクールなふりをしながらも赤面したりと嫌いではない。ウォルゲに対してはいじめられているときに助け、お礼を言われると照れた。
ウォルゲ・ヤンセン
リリの通う学校の転校生。家は乗馬クラブ。会員がいないため貧乏。そのため身なりが悪く、クラスメイトにバカにされていた。リリがクラブの経営を助けてくれたこともあり、友達になる。ストームという馬に頼っていた。ダーリンという馬を持っている。大人しく人見知り。トリクシーが昔やっていたことはあまり知らず、助けてくれたので良い子だと思っている。二人の母親がいる。兄がおりよく喧嘩しているがとても仲が良い。メガネを掛けている。
母親
フィン・ランドマン
リリが勤める動物園の研修生。文句を言いつつもよくリリとイザヤの計画に協力している。優しく、責任感が強い。リリにはとても甘い。ビネガー園長にはしっかりと努力を認められている。うっかり本人の前で園長のことを大佐と呼んでしまうなど、少しうっかり者。隣町のツップリンゲン動物園の飼育員アリゾナと付き合うようになる。
グリム園長
隣町のツップリンゲン動物公園の園長。背が高く，立派な体格。ビネガー園長と一目惚れして，結婚する。不正脈を持っていたが，リリによって効果を強められた薬草ですっかり治る。トリクシィの姉トリーナに唆され、リリの能力をメディア(闇系)に暴露しようとした。しかし，イザヤやリリ，トリクシーに妨害された。その後，リリのために働き，リリに許してもらう。11巻にて，ビネガー園長と結婚した。
トリーナ・エラー
リリが勤める動物園の研修生。トリクシーの姉。リリのせいでメンツを潰されたと感じて恨み，リリとイザヤをコブラの放った爬虫類館に閉じ込めた。(訳あってライオンとトラの檻が開いていたので，リリ達は助かる)それによって，仕事をクビになる。4巻では接客業をしていたが，ミスをしてクビになる。リリ達が居合わせていたので，またもやリリ達のせいにして恨む。トリクシーと共に祖母の家に引き取られるが，もう一度リリを陥れようとして施設に入れられる。
ギョムニヒ先生
リリのクラス，4年B組の先生。五年生の図工も教えている。リリがトリクシーらにいじめられていたときには，助けようかとリリに申し出たが断られた。1度，リリの能力を利用しようとしたが(9巻)，反省してそれ以降はリリのために協力するようになる。リリのことを「緑の手を持っている」と植物の能力を評価していた。
ピア
リリのクラスメイトの少女。しゃくれた鼻の，大きな耳の少女。リリに横に座りたくないと言われ(能力の関係で，座るわけにはいかなかった)彼女のことを毛嫌いする。リリのことを人一倍いじめていたが実は半年前に今の学校に来たばかりで，転校当初にはトリクシーにいじめられていた。そのため，いじめられないように他の人をいじめるようになったという。最後は助けてくれたリリに謝り，トリクシーに立ち向かい，リリと友達になる。しかし，すぐに転校してしまう。
アケーレ・ストームワーグナー
イザヤの父親。実業家。リリのことは良い子だと思っているが，息子がリリと友人であることはあまりよくは思っていない。話の中では，一般的な大人の意見を言う役割。リリやイザヤが動物のために危険を冒す理由が理解できない。13巻では，イザヤとの電話中にもか関わらずイザベル(妻)と喧嘩しており，かなり関係が危うい。
イザベル・ストームワーグナー
イザヤの母親。優しいからのでリリはアケーレよりイザベルの方が好き。大体仕事が忙しいらしく，あまり登場しない。少しパニックになりやすい。
ソニヤ
リリの学校の友人。スペシャル3巻で登場。(5巻でも一応登場)。ハムスターのマンボをシェルターから引き取るが，様子がおかしいのでリリに相談する。両親は離婚しており，父と過ごしている。(両親は今は友人として良い関係を保っている)
アリゾナ
ツップリンゲン動物公園の飼育員。パンダ(グウグウ)の担当者。育児放棄した母パンダの代わりに一生懸命グウグウを育てた。フィンのガールフレンド。

～リリアーネと関わった動物たち～
マルタ
リリが勤める動物園の母親ゾウ。1巻に登場。耳の炎症が原因で人の声が苦痛で暴れるために危険だと判断され、子どもを取り上げられていた。リリがマルタから話を聞き耳の炎症が発覚する。
心優しく穏やかな性格。
シャンカル
リリが勤める動物園のオスのライオン。2巻に登場。「この動物園で最も美しい生き物」と呼ばれる。サミラに恋をした。
自信家で目立ちたがりな性格。サミラのことが大好きで、彼女にアピールするために岩の上で決闘ショーを開いていた。リリとイザヤがトリーナとトリクシィの策略で爬虫類館に閉じ込められコブラに襲われかけたときは、サミラとともに威嚇してコブラを撃退した。
サミラ
リリが勤める動物園のメスのトラ。2巻に登場。シャンカルに恋をした。
優しく大人びた性格。シャンカルの子どもっぽさを受け入れる心の広さを持つ。リリとイザヤがトリーナとトリクシィの策略で爬虫類館に閉じ込められコブラに襲われかけたときは、シャンカルとともに威嚇してコブラを撃退した。4巻で3匹のライガーを出産する。
イルカの一家
リリとイザヤがバカンスで訪れた北海で出会ったイルカの家族。3巻に登場。もともとは大西洋に住んでいたが、人間が出す騒音が原因で迷ってしまい、北海にたどりついてしまった。
アームストロング
リリが公園で出会った小さなチンパンジー。4巻で登場。
富豪マグヌス・オブスクラに虐待されて育った。アームストロングという名前はリリがつけた。他のチンパンジーを知らずに育ったため、チンパンジーとしての生き方を知らず、人間のように笑ったり、チョコバーを食べたりする。リリの仲介により動物園に保護されるが、マグヌス・オブスクラの手先である、イザヤのおじコルネリウスに盗み出される。
マーリン
ヤンセン牧場の馬。5巻に登場。老齢で、薄い灰色の体に白い斑点模様を持つ美しい馬。過去に多くの賞を取った優秀な馬だが、脚に怪我をし、持ち主に処分されそうになったところをヤンセン牧場に引き取られる。
脚の怪我は完治しており、年老いた今でも走ることとジャンプすることが大好き。無邪気で、いつもご機嫌で陽気。リリが大好き。
ストーム
ヤンセン牧場の馬。5巻に登場。銀色に輝く黒い毛並みを持つ、とても美しい馬。馬術競技会で優秀な成績を残した両親を持つエリート的存在。障害物競走に天才的な才能を持ち、とても速く走ることができる。
繊細で攻撃的な性格。ヤンセン牧場が雇っていた調教師エゴイストに虐待され、人間不信に陥っていた。しかし、リリとマーリンの説得をきっかけにレースの楽しさを知る。ヴォルケの兄であるトムを騎手に選ぶ。
グウグウ
隣町のツップリンゲン動物園の赤ちゃんパンダ。6巻に登場。生まれつき気管支に特性を持ち、呼吸をするたびにグウグウという音がする。それを病気だと勘違いした母親パンダに育児放棄を受ける。リリの母親パンダの説得により、また母親パンダと暮らせるようになる。
カイリー
リリが勤める動物園のメスのアカカンガルー。6巻に登場。
閉園する動物園から迎えることになったアカカンガルー。群れから引き離され1匹で暮らすことにショックを受けていた。
母性本能が強く愛情深い性格で、育児放棄を受けたグウグウを育児嚢に入れ温めることを受け入れる。グウグウが母親パンダに受け入れられるよう力を貸す。
ビネガー園長の尽力により、また群れで暮らせるようになる。

## 漫画版
原作小説（日本語版）の刊行元となる学研教育出版が発行している、少女向けファッション雑誌「キラピチ」に、創刊号（Vol.1、2012年12月17日発刊）から2016年6月号まで連載されていた。日本語版を底本とし、やとやにわが作画を担当。キャラクターデザインは、駒形が行っている日本語版挿絵のものが、ほぼそのまま踏襲されている。
2014年10月に同社の漫画単行本レーベルであるピチコミックスより、単行本が発刊された。現在、既刊1巻。2022年時点、原作小説の1冊が漫画単行本の1冊となるように対応されており、単行本の巻数表記は無く、代わりに小説版と同様、本のサブタイトルによって巻数管理が成されている。
尚、キラピチ2014年12月号‐2016年6月号に掲載された9話‐18話（最終話）は単行本化されていない。内容は原作2巻の「トラはライオンに恋してる！」に基づいている。

## 既刊一覧
メインタイトルは全著全冊において『動物と話せる少女リリアーネ』（原書は「Liliane Susewind.」）で共通であるため、本節においてはサブタイトルのみを記す。
スペシャルは、日本で独自刊行されたファンムックであるため、原書版の内容とは一致するものではない。そのためスペシャルに関しては単行本として内容が同一となる対応原書は存在していない。

### 小説版
1. 動物園は大騒ぎ！（原題：Mit Elefanten spricht man nicht!　ISBN 978-3-59-685468-4 2007年、S.フィッシャー出版社）ISBN 978-4-05-203248-6（2010年7月16日発売、学習研究社）
2. トラはライオンに恋してる！（原題：Tiger küssen keine Löwen. ISBN 978-3-59-685277-2 2008年、S.フィッシャー出版社）ISBN 978-4-05-203249-3（2010年9月17日発売、学習研究社）
3. イルカ救出大作戦！（原題：Delphine in Seenot. ISBN 978-3-59-685329-8 2008年、S.フィッシャー出版社）ISBN 978-4-05-203368-1（2010年12月10日発売、学習研究社）
4. 笑うチンパンジーの秘密（原題：Schimpansen macht man nicht zum Affen. ISBN 978-3-59-685355-7 2009年、S.フィッシャー出版社）ISBN 978-4-05-203373-5（2011年3月18日発売、学習研究社）
5. 走れストーム 風のように！（原題：So springt man nicht mit Pferden um. ISBN 978-3-59-685375-5 2009年、S.フィッシャー出版社）ISBN 978-4-05-203435-0（2011年7月15日発売、学習研究社）
6. 赤ちゃんパンダのママを探して！（原題：Ein Panda ist kein Känguru. ISBN 978-3-59-685381-6 2010年、S.フィッシャー出版社）ISBN 978-4-05-203481-7（2011年12月2日発売、学研教育出版）
7. さすらいのオオカミ森に帰る！（原題：Rückt dem Wolf nicht auf den Pelz!　ISBN 978-3-59-685427-1 2011年、S.フィッシャー出版社）ISBN 978-4-05-203572-2（2012年4月20日発売、学研教育出版）
8. 迷子の小鹿と雪山の奇跡！（原題：Ein kleines Reh allein im Schnee. ISBN 978-3-59-685470-7 2012年、S.フィッシャー出版社）ISBN 978-4-05-203665-1（2013年2月22日発売、学研教育出版）
9. ペンギン、飛べ大空へ！（上・下）（原題：Ein Pinguin will hoch hinaus. ISBN 978-3-59-685535-3 2013年、S.フィッシャー出版社）ISBN 978-4-05-203829-7（上）/ ISBN 978-4-052-03830-3 （下）（2013年9月27日上巻発売、同年10月25日下巻発売、学研教育出版）
10. 小さなフクロウと森を守れ！（原題：Eine Eule steckt den Kopf nicht in den Sand. ISBN 978-3-59-685536-0 2015年、S.フィッシャー出版社） ISBN 978-4-05-204117-4（2015年2月6日発売、学研プラス）
11. 小さなホッキョクグマ ミルキー！（原題：Ein Eisbär kriegt keine kalten Füße. ISBN 978-3-73-734000-7 2016年、S.フィッシャー出版社） ISBN 978-4-05-204478-6（2016年9月16日発売、学研プラス）
12. サバンナの女王

### スペシャル(番外編)
- スペシャル 友だちがいっしょなら！[7] ISBN 978-4-052-03611-8（2012年9月14日発売、学研教育出版）
- スペシャルII ボンサイの大冒険！[8] ISBN 978-4-052-03968-3（2014年4月18日発売、学研教育出版）
- スペシャルIII 小さなロバの大きな勇気！モルモットの親友をさがして！[9] ISBN 978-4-052-04264-5（2015年8月28日発売、学研プラス）
- 物語の花束[10] ISBN 978-4-05-204396-3（2016年3月18日発売、学研プラス）

### 漫画版
1. 動物園は大騒ぎ！ ISBN 978-4-05-607124-5（2014年10月6日 初版発行、学研教育出版）